# Национальный орден «За заслуги» (Румыния)
Национальный орден «За заслуги» (рум. Ordinul Național Pentru Merit) — орден, являющийся частью государственной системы наград Румынии.

## Состав ордена
Национальный орден «За заслуги» имеет пять степеней в гражданской и военной категориях, а также в категории «за заслуги в военное время».  Орден может присуждаться румынским и иностранным гражданам, а также воинским частям. Максимальное количество лиц, награждаемых орденом - 7 500. Лица, награждённые орденом, называются «Кавалерами Ордена за Заслуги» вне зависимости от степени присуждаемой награды. Ордена, присуждаемые иностранным гражданам  и воинским частям, а также ордена, присуждаемые за боевые заслуги в военное время, не входят в  максимальное количество орденов.  Максимальное количество орденов распределяется по степеням и категориям следующим образом:
- Степень кавалера Большого Креста: 150 лиц
- Степень Великого офицера: 300 лиц
- Степень Командора: 675 лиц
- Степень Офицера: 1 500 лиц
- Степень Кавалера: 3 000 лиц
- Медаль ордена

Военный орден:
- Степень кавалера Большого Креста: 50 военных лиц
- Степень Великого офицера: 100 военных лиц
- Степень Командора: 225 военных лиц
- Степень Офицера: 1500 военных лиц
- Степень Кавалера: 1 000 военных лиц
- Медаль ордена

## Критерии
Национальный орден «За заслуги» присуждается за особые гражданские и военные заслуги перед Румынией. Особые заслуги могут включать:
- Защиту независимости, суверенитета и территориальной целостности Румынского государства
- Вклад в развитие национальной экономики
- Достижения в области науки, искусства и культуры
- Вклад в развитие отношений Румынии с другими государствами и международными организациями
- Достижения в организации военной службы и командовании военными операциями
- Подвиги на поле боя или в ходе военных конфликтов

## Описание
Знак ордена представляет собой серебряный мальтийский крест белой эмали с матированной внутренней каймой и выступающими из за него заострённых рифлёных лучиков. В центре круглый медальон белой эмали с матированной рифлёной каймой. В центре медальона серебряный геральдический щит с государственным гербом Румынии.
Реверс знака аналогичен аверсу, но в центре медальона год учреждения ордена: «2000».
Знак при помощи переходного звена в виде лаврового венка зелёной эмали крепится к орденской ленте.
В военном дивизионе за крест помещаются два скрещенных меча остриями вверх.
Знак ордена, вручаемый в военное время, отличается двумя скрещенными мечами остриями вверх, размещаемыми в виде переходного звена между знаком ордена и лавровым венком.

### Лента
- Лента ордена белого цвета с двумя чёрными полосками, отстающими от края.
- Лента ордена военного дивизиона аналогична ленте гражданского дивизиона, но имеет золотистые полоски по краям.
- На ленту ордена за заслуги в военное время добавляется накладка в виде двух скрещенных мечей.

## Выдающиеся лица, награждённые орденом
- Марек Белка[2]
- Валентина Бутнару[3]
- Марк Мейер[4]
- Михня Моток
- Рэймонд Одиерно[5]
- Вайра Вике-Фрейберга
- Клаус Йоханис